# Бабарыкино (Сердобский район)
Бабары́кино — деревня Долгоруковского сельсовета Сердобского района Пензенской области. На 1 января 2004 года — 12 хозяйств, 16 жителей.

## География
Деревня расположена на западе Сердобского района, на границе с Бековским районом. Расстояние до центра сельсовета села Долгоруково — 10 км, до районного центра город Сердобск — 22 км.

## История
По исследованиям историка — краеведа Полубоярова М. С., деревня образована между 1715 и 1721 годами отписана стольнику Егору Семеновичу Бобарыкину, затем была показана за помещиками Иваном Арсеньевичем Мясоедовым, поручиком Николаем Александровичем Щепотевым, капитаном Алексеем Пузиковым, Иваном Кожиным, князем Лукьяном Ивановичем Долгоруким, князем Сергеем Долгоруким, Яковом Михайловичем Грибановым, Иваном Ивановичем Вельяминовым-Зерновым. Деревня входила в Нижнеломовский уезд, а с 1780 года – в Сердобский. В 1795 году деревней владела жена генерал-майора Петра Абрамовича Ганнибала —  Ольга Григорьевна Ганибал с другими помещиками, а перед отменой крепостного права деревня числилась за Н. Г. Спицыным. С 1911 года — в составе Репьёвской волости, с 1926 года — в Репьёвском сельсовете, в 1955 году в селе располагалась бригада колхоза имени С. М. Кирова.

## Численность населения
| год                | 1721      | 1795      | 1859 | 1911 | 1926 | 1938      | 1959 | 1979 | 1989 | 1996 | 2004 |
| ------------------ | --------- | --------- | ---- | ---- | ---- | --------- | ---- | ---- | ---- | ---- | ---- |
| количество жителей | около 400 | около 274 | 129  | 208  | 349  | около 170 | 142  | 75   | 41   | 28   | 16   |

## Улицы
- Лесная.